# Schlacht von Caen
Die Schlacht von Caen wurde im Juli 1346 während der englischen Invasion der Normandie unter König Edward III. in den Straßen der normannischen Stadt geführt. Es war die erste größere Auseinandersetzung des Feldzugs, der schließlich zu einer vernichtenden Niederlage der Franzosen in der Schlacht von Crecy und der nachfolgenden Belagerung von Calais führen sollte und maßgeblichen Einfluss auf den Gang des Hundertjährigen Krieges hatte.

## Die Landung in Frankreich
Der Feldzug begann am 11. Juli 1346, als Edwards Flotte von Südengland aus den Ärmelkanal überquerte und am nächsten Tag in Saint-Vaast-la-Hougue, etwa 25 km von Cherbourg entfernt, landete. Edwards Armee bestand vorwiegend aus englischen und walisischen Soldaten, einigen deutschen und bretonischen Söldnern sowie normannischen Adeligen und ihren Bewaffneten, die mit der Herrschaft des französischen Königs Philipp VI. unzufrieden waren. Insgesamt wird heute von etwa 12.000–15.000 Bewaffneten ausgegangen. Die englische Armee marschierte vom Landepunkt aus südwärts, wobei es Edwards Ziel war, eine Chevauchée quer durch das feindliche Territorium bis nach Caen, dem kulturellen, politischen, religiösen und wirtschaftlichen Zentrum der nordwestlichen Normandie zu führen. Seine Soldaten plünderten und brandschatzten auf ihrem Weg die Städte Carentan, Saint-Lô und Torteval, wodurch die französische Moral und Kampfkraft zerstört werden sollte. Mit der Eroberung von Caen hoffte Edward schließlich seine enormen Ausgaben für den Feldzug ausgleichen zu können und zugleich den Kampfeswillen der französischen Krone durch die Einnahme und Zerstörung dieser bedeutsamen Stadt zu brechen.
Caen selbst war eine alte, in zwei Teile gespaltene Stadt an der nördlichen Flussseite der Orne. Während die Altstadt von Stadtmauern und einer gut ausgebauten Burg befestigt am Flussufer lag, befand sich die Neustadt auf einer zwischen dem Hauptbett des Flusses und einem Seitenarm gelegenen Insel. In der Neustadt lebten in dieser Zeit vor allem die reichen Händler und Landbesitzer. Im Gegensatz zur Altstadt, verfügte die Insel über keine eigenen Stadtmauern, sondern der Zugang über den Fluss war lediglich durch drei befestigte Brücken gesichert. Im Sommer war es möglich, den Fluss zu durchwaten, auch wenn dies nicht ungefährlich war. Caen verfügte weiterhin über zwei befestigte Abteien, eine auf jeder Seite der Stadt, die als Bastionen gegen Angreifer verwendet werden konnten.

## Die Schlacht
Die englische Armee traf am 26. Juli 1346 vor den Stadtmauern ein und besetzte sofort die noch unverteidigten Abteien. Danach formierte sie sich für einen Angriff auf die Altstadt, wobei Edward keine Zeit mit Belagerungsvorbereitungen verschwendete – seine Armee führte ohnehin keine schweren Belagerungswaffen mit sich. Die französischen Verteidiger wurden von Raoul II. de Brienne, Graf von Eu, angeführt. Dieser hatte ursprünglich geplant, die Verteidigung auf die befestigte Altstadt zu konzentrieren. Auf Bitten und Druck der reicheren Einwohner hin änderte er aber seinen Plan in letzter Minute und ließ den Großteil der Truppen auf die Insel der Neustadt verbringen. Diese spontane Planänderung sollte sich als fatal für die Franzosen herausstellen, da wichtige Vorkehrungen, die für die Stadtverteidigung überlebenswichtig gewesen wären, in der Eile übersehen wurden.
Da ihr ursprüngliches Vorhaben nun hinfällig geworden war, änderten die Engländer die Richtung ihres Angriffs und bereiteten sich auf einen Sturm der Brücken vor. Nur eine kleine Truppe wurde abgestellt, um die etwa 300 noch in der Burg verbliebenen Verteidiger unter dem Kommando von Wilhelm IV. Bertrand, Bischof von Bayeux in Schach zu halten. Als Edward seine Truppen in Position brachte, scheint es so gewesen zu sein, dass einige Soldaten von der Aussicht auf Beute angetrieben vorzeitig zum Sturm ansetzten, noch bevor alle nötigen Vorbereitungen getroffen waren. Als Edward den vorzeitigen Angriff bemerkte, befahl er diesen unverzüglich abzubrechen, wurde von seinen Männern aber ignoriert.
Hunderte von englischen Soldaten stürmten über die Brücken und es brach ein schrecklicher Nahkampf los, in den bald die gesamte französische Garnison verwickelt war. Die englischen und walisischen Langbogenschützen wateten derweil über den Fluss oder setzen mit Booten über, die nach dem hastigen Rückzug der Franzosen zurückgelassen worden waren. Die französischen Truppen waren zu schwach, um die gesamte Länge des Flusses verteidigen zu können. An einigen Stellen wurde die Verteidigung schließlich durchdrungen und es gelang den Engländern an mehreren Punkten auf die Insel vorzustoßen. Bald fielen sie den Franzosen an den Brücken in den Rücken, was schnell zum vollständigen Zusammenbruch der Verteidigung führte. Die meisten französischen Offiziere bestiegen ihre Pferde und ritten durch die englischen Reihen oder über den Fluss in die Sicherheit der Burg. Andere verschanzten sich in den Brückentürmen. Die meisten französischen Soldaten wurden niedergemacht, als sie sich zur Flucht wandten; Gefangene gab es nur wenige.

## Folgen
Die siegreichen Engländer begannen eine fürchterliche Plünderung der Stadt, brannten sie größtenteils nieder und brachten hunderte Pfund an Wertsachen und Gold in ihren Besitz. Etwa die Hälfte der Einwohnerschaft wurde dabei getötet. Diejenigen Einwohner, die entkommen konnten, flohen in das umliegende Land. Mindestens 2.500 französische Leichen wurden später in Massengräbern außerhalb der Stadt begraben und die Gesamtzahl der Toten soll über 5.000 betragen haben. Die englischen Verluste wurden von den Siegern mit einem getöteten Gewappneten angegeben – eine offensichtlich propagandistische Untertreibung. Die englischen Verluste, insbesondere aufgrund der überhastet begonnenen Offensive auf die Brücken, dürften hoch gewesen sein. Die Plünderung der Stadt dauerte fünf Tage an, während der Edward vergeblich versuchte, die Burg einzunehmen. Zudem besuchte er während dieser Zeit das Grab seines Vorfahren William dem Eroberer, der in der Stadt beerdigt war, um seine Ehrerbietung zu bezeugen.
Bei der Plünderung gerieten auch einige französische Adelige, die nicht entkommen waren, in Gefangenschaft. Darunter befand sich auch der Graf von Eu, der bis 1350 als Geisel in England lebte und nach seiner Rückkehr vom französischen König exekutiert wurde. Die Engländer entdeckten in Caen zudem einen Aufruf der französischen Krone, in dem normannische Seefahrer dazu aufgefordert wurden, die Südküste Englands zu überfallen und zu plündern. Dieser Brief diente englischen Truppen-Werbern noch mehrere Jahre zur Erzeugung von antifranzösischen Gefühlen in England und zur Anwerbung von neuen Rekruten.
Am 1. August 1346 setzte sich die englische Armee südwärts in Marsch und ließ eine zwar unversehrte Burg, aber dafür gründlich zerstörte Stadt hinter sich zurück. Das nächste Ziel Edwards war die Überquerung der Seine und ein direkter Vorstoß auf Paris. Auch wenn Edward dieses Ziel nicht erreichen sollte, brachten die folgende Schlachten bei Blanchetaque, Crecy und die Belagerung von Calais eine englische Dominanz in der Region, die für fast 200 Jahre halten sollte.